# Еманзелга
Еманзелга (устар. Еманз-Елга) — река в России, протекает по Свердловской области. Устье реки находится в 564 км от устья Уфы по правому берегу. Длина реки составляет 63 км. В 16 км от устья впадает правый приток Кушуелга.

## Данные водного реестра
По данным государственного водного реестра России относится к Камскому бассейновому округу, водохозяйственный участок реки — Уфа от Нязепетровского гидроузла до Павловского гидроузла, без реки Ай, речной подбассейн реки — Белая. Речной бассейн реки — Кама.
Код объекта в государственном водном реестре — 10010201112111100020957.